# Museu Esie

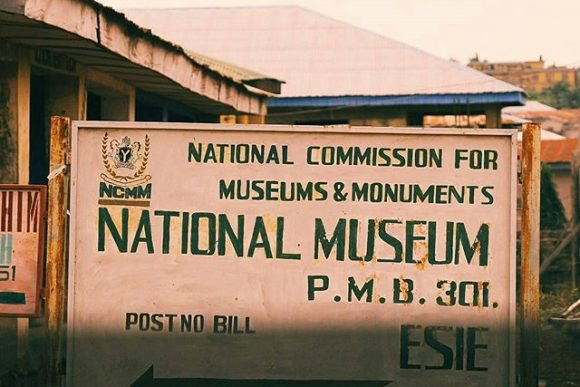
Museu Nacional do estado de Esie Kwara

Esiẹ Museum é um museu em Esie, Nigéria. Foi o primeiro a ser estabelecido na Nigéria quando abriu em 1945. O museu já abrigou mais de mil figuras lápide ou imagens que representam seres humanos. Tem a fama de ter a maior coleção de imagens de pedra-sabão no mundo. Nos tempos modernos, o Esie tem sido o centro de atividades religiosas e apresenta um festival no mês de abril de cada ano.